# Gymnosporangium libocedri
Gymnosporangium libocedri är en svampart som först beskrevs av Henn., och fick sitt nu gällande namn av F. Kern 1908. Gymnosporangium libocedri ingår i släktet Gymnosporangium och familjen Pucciniaceae.   Inga underarter finns listade i Catalogue of Life.